# 森山威男
森山 威男（もりやま たけお、1945年1月27日 - ）は、日本のジャズドラマー。
東京都品川区生まれ。山梨県勝沼町（現・甲州市）育ち。山梨県立甲府第一高等学校、東京藝術大学打楽器科卒業。大学在学中から演奏活動をはじめ、山下洋輔トリオでのプレイで世界的に名を知られるようになる。

## プロフィール
- 1967年：山下洋輔グループに参加。しかし、間もなく山下が病気で療養生活に入り、活動中断。
- 1969年：山下の復帰により結成された山下洋輔トリオに参加。山下洋輔(p)、中村誠一(ts, ss)、森山威男(ds)
- 1972年：中村に代わり、坂田明(as, cl)が加入。
- 1974年：山下トリオとして初のヨーロッパ・ツアー。メールスで1時間におよぶスタンディング・オベーションを受けるなど、各地で爆発的反響を巻き起こす。
- 1975年：山下トリオとして2回目、3回目のヨーロッパ・ツアー。この年いっぱいで山下トリオを退団。
- 1977年：森山威男カルテットを結成。森山威男(ds)、高橋知己(ts,ss)、板橋文夫(p)、望月英明(b)
- 1984年：自己のカルテットでヨーロッパ・ツアー。
- 1985年：岐阜県可児市（夫人の出身地）に転居。演奏活動をほぼ停止。
- 1989年：演奏活動を再開。
- 1994年：ドイツ、イタリアでツアーを行う。
- 2002年：第27回南里文雄賞、第35回ジャズ・ディスク大賞日本ジャズ賞、第56回文化庁芸術祭レコード部門優秀賞を受賞。

## ディスコグラフィー
フル・ロード
Frasco 録音1975年9月12日〜13日,15日 発売1976年
森山威男(DS) 百瀬和紀,山口保宜(PERC)
フラッシュ・アップ
Teichiku 録音1977年3月1〜2日 発売1977年
高橋知己(TS,SS) 板橋文夫(P) 望月英明(B) 森山威男(DS) ライヴ録音
ハッシャバイ
Teichiku Union 録音1978年2月27日 発売1978年
小田切一巳（ts,ss）板橋文夫（p）望月英明（b）森山威男（ds）向井滋春(tb)
スマイル
Denon 録音1980年11月10日〜12日 発売1981年
森山威男(DS) 国安良夫(TS,SS) 板橋文夫(P) 望月英明(B) 松風鉱一(AS,TS,FL on A1,2,B1)
マイ・ディア
Teichiku Union 録音1982年5月7〜10日 発売1982年
森山威男(DS) 井上淑彦(TS) 藤原幹典(TS,SS) 望月英明(B)
イースト・プランツ
VAP 録音1983年9月8〜9日 発売1983年
森山威男(DS) 望月英明(B) 榎本秀一,井上淑彦(TS,SS) 定成庸司(PERC)
グリーン・リヴァー Green River
ENJA 録音1984年7月6日 発売1984年
森山威男(DS) 井上淑彦(TS,SS) 榎本秀一(TS,SS,FL) 望月英明(B) ライヴ録音
ライヴ・アット・ラヴリー
DIW 録音1990年12月 発売1991年
パーソネル 森山威男(DS) 板橋文夫(P) 井上淑彦(TS) 望月英明(B) ライヴ録音
虹の彼方に
＊ブラック 録音1994年4月 発売1994年9月
森山威男(ds)板橋文夫(p)林栄一(as)吉野弘志(b)井上淑彦(ts,ss)
マナ
＊ブラック 録音1994年4月 発売1994年9月
森山威男(ds)板橋文夫(p)林栄一(as)吉野弘志(b)井上淑彦(ts,ss)
デュアル ※森山威男&マル・ウォルドロン名義
3361＊BLACK 録音1995年8月 発売1996年1月
森山威男(ds)マル・ウォルドロン(p)
ビット ※森山威男&マル・ウォルドロン名義
Dan 録音1995年8月 発売1998年2月
森山威男(ds)マル・ウォルドロン(p)
take 0 zero テイク・ゼロ
MFC 録音2000年4月 発売2000年6月
森山威男(DS) 望月英明(B) 田中信正(P) 音川英二(TS)
森山組 信正見参
MFC 録音2000年11月 発売2000年12月
森山威男(DS) 田中信正(P) 望月英明(B) 音川英二(TS)
しーそー ※渋谷毅&森山威男名義
ONOFF 録音 2001年3月 発売2001年9月
森山威男(DS) 渋谷毅(P)
森
3361＊BLACK／エフ 発売2002年7月
森山威男(DS) 田中信正(P) 望月英明(B) 音川英二,ジョージ・ガゾーン(SS,TS)
山
3361＊BLACK／エフ 発売 2002年7月
森山威男(DS) 田中信正(P) 望月英明(B) 音川英二,ジョージ・ガゾーン(SS,TS)
A Live Supreme ア・ライヴ・シュプリーム
SYRINX WORKS 録音2003年9月 発売2007年12月
森山威男(DS) ジョージ・ガゾーン(TS,SS) エイブラハム・バートン(TS,AS) 田中信正(P) 井上陽介(B)
バッテリーズ・ノット・インクルーデッド BATTERY'S NOT INCLUDED
F.S.L.／K's TRACK 発売2014/05/28
森山威男(DS) 杉本喜代志(G) 笹路正徳(P) 高水健司(B)
ダズリング DAZZLING
F.S.L. 発売2014/05/28
森山威男(DS) 田中信正(P) 加藤真一(B) George GARZONE(TS)
セントラル・パーク・イースト CENTRAL PARK EAST
F.S.L.  発売2014/05/28
森山威男(DS) 渡辺ファイアー(AS) 音川英二(TS) 佐藤芳明(ACD) 田中信正(P) 望月英明(B)
ストレイトエッジ STRAIGHTEDGE
ピットインミュージック 録音2014年1月 発売 2014年12月
森山威男(DS) 板橋文夫(P) 川嶋哲郎(SAX) 類家心平(TP) 加藤真一(B)
MORIYAMA TAKEO Meets ICHIKAWA OSAMU ※森山威男、市川修、登敬三、船戸博史 名義
Nippon blue note 発売2016年1月
森山威男(DS) 市川修(P) 登敬三(TS) 船戸博史(B)
おぼろ月夜 童謡 ※森山威男 板橋文夫 名義
ピットインミュージック 録音2015年8月 発売2016年4月
森山威男(DS) 板橋文夫(P)

## 著書
- 森山威男『森山威男 スイングの核心』ヤマハミュージックメディア（原著2017年11月30日）。ISBN 9784636911640。